# 救世軍韋理夫人紀念學校

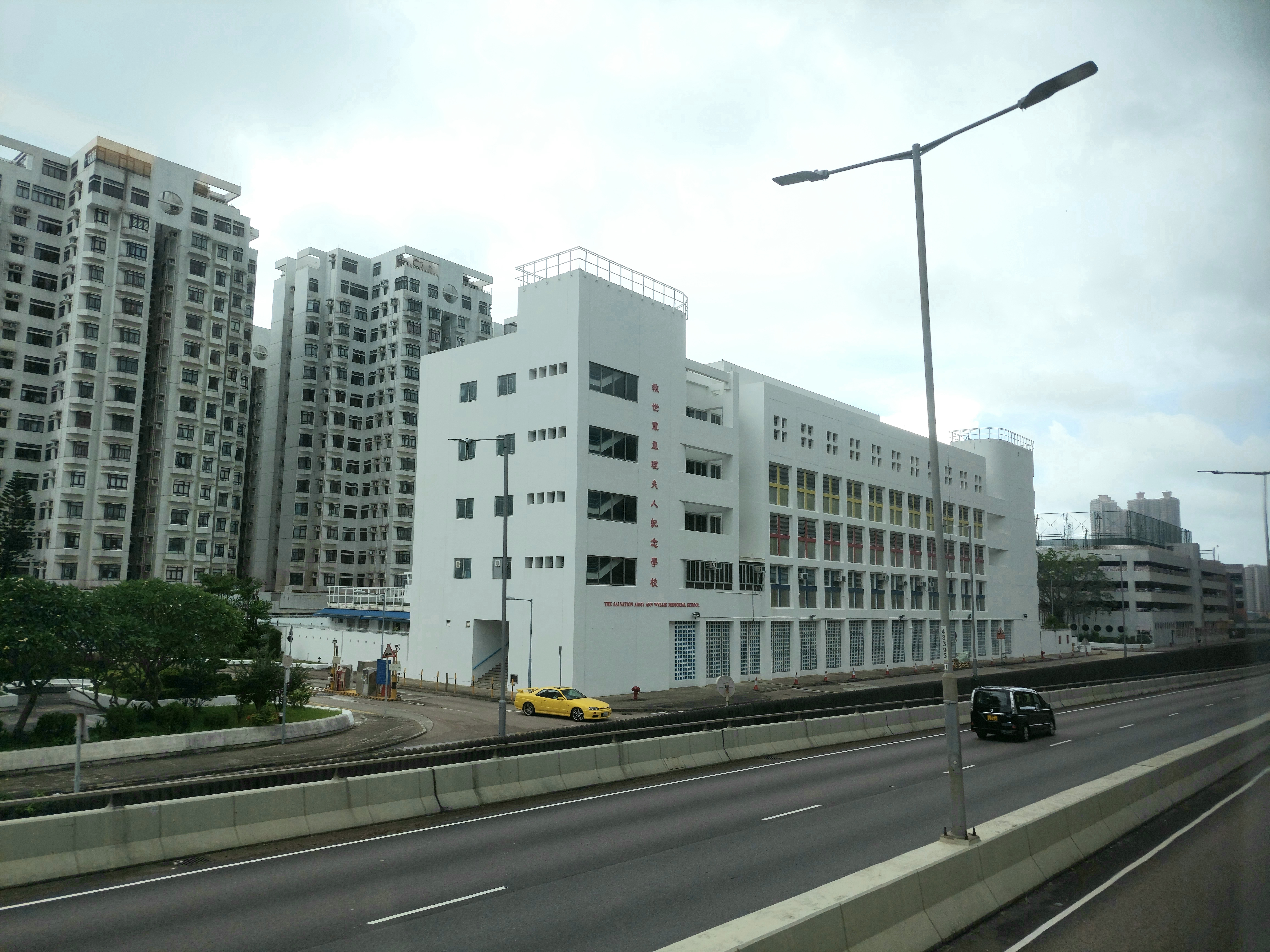
校舍後方，鄰近東區走廊

救世軍韋理夫人紀念學校（英語：The Salvation Army Ann Wyllie Memorial School），校舍位於香港柴灣盛泰道100號杏花邨平台，下方為港鐵柴灣車廠。該校為一所全日制津貼小學，前身為救世軍光慈學校，於1987年遷至現址易名創校，2008年改為全日制小學，改制後上午校留於原址繼續辦學，而下午校則遷往柴灣近環翠邨的翻新校舍，並建立救世軍中原慈善基金學校繼續辦學。
由於此校及中原慈善基金學校收生均告不足，救世軍港澳軍區於2023年中決定將兩校重新合併。

## 校政管理

### 歷任校監
- 施安寧 上校（Arne Cedervall）
- 桑達士 上尉（Basil Edward Saunders）（？-1987年）
- 曹錦成 少校
- 黃建業 先生[2]
- 何世孝 先生

### 歷任校長

#### 上午校
- 歐孟堅 先生
- 李無逸 先生（？-1987年，上、下午校校長，遷校後調至同系光裕學校下午校）[3]
- 馬國標 先生（1987年-？，後專任下午校校長）
- 譚志明 先生[2]（？-2003年）
- 黃錦娟 女士（2003年-2008年，末任上午校校長；由同系田家炳學校調任）

#### 下午校
- 徐鑫清 先生[4]
- 李無逸 先生（同上）
- 馬國標 先生（1987年-2005年，曾兼任上、下午校校長）[5]
- 黃順娥 女士（2005年-？，分拆後於2009年出任校長）
- 沈富明 先生（？-2008年，末任下午校校長，後轉職至靈糧堂秀德小學）

#### 全日
- 黃錦娟 女士（2008年-2017年，全日制首任校長）
- 蔡婉玲 女士（2017年-2020年，後轉職九龍城浸信會禧年小學）
- 馬啓能 先生（2020年-2023年，由同系林拔中紀念學校升任，再調回原校出任校長）
- 程志祥 先生（2023年起，現任校長，由中華基督教青年會小學轉職）

### 歷任副校長
- 盧書華 女士
- 陳志斌 先生 （現任救世軍田家炳學校校長）
- 陳加升 先生
- 李強英 先生
- 丁浩賢 先生
- 朱民豪 先生

## 歷史
救世軍韋理夫人紀念學校的前身-救世軍光慈學校早於1968年創立，校址位於慈雲山邨與第40座（後劃入慈愛邨，命名為愛寧樓）相連的「火柴盒」格式校舍（現址為慈愛苑三期的兒童遊樂場，石壆位置大概為當年校址界線；該校舍亦是最後一座與第四型徙廈連接的同類型學校）。由於光慈學校校舍及相連大廈被房屋署於1985年11月21日列為危樓，需於1989年按「擴展重建計劃」清拆。隨後，由於教育署批出杏花邨擬建校舍予救世軍，故光慈得以繼續辦學，並提前兩年遷校。
現在的學校於1987年8月26日獲准更名，並於9月1日起開課，早年師資與易名前的光慈學校大致相同。但是，由於光慈在慈雲山區內表現遠較其他學校遜色，加上新校遠離該邨，多數原來的學生需要轉校。目前此校有21班，每班有學生15-27人。校內設備蒙人稱「企業醫生」的商人韋理（Bill Wyllie）慷慨捐獻，由於新校舍已遷離慈雲山，也為紀念亡妻（韋理夫人）而易名。
因應政府鼓勵小學改為全日制，此校曾於2002年為下午校申請柴灣一座翻新校舍，並獲批准，隨後於2008年分拆為救世軍中原慈善基金學校。然而，由於該校收生不足，經教育局及救世軍商議後，中原慈善基金學校將於2023年起逐步併回此校，預計2026年完成合併工作。

## 學校設施
- 課室22間
- 電腦室
- 音樂室
- 圖書館
- 視藝室
- 禮堂
- 有蓋操場
- 校牧辦公室
- 籃球場
- 羽毛球場
- 英語室
- 教具室
- 校務處
- 醫療室
- 學生輔導室
- 印務房
- 教員電腦室
- 常識室

## 著名/傑出校友
- 夏志明：前香港足球代表隊球員
- 植潔鈴：前東區區議會佳曉選區區議員[9]

## 外部連結
- 救世軍韋理夫人紀念學校 （页面存档备份，存于）

22°16′34″N 114°14′18″E / 22.27616°N 114.23830°E